# Dragon Ball: Raging Blast 2
Dragon Ball: Raging Blast 2 (ドラゴンボール レイジングブラスト２?, Doragon Bōru Reijingu Burasuto 2) è un videogioco picchiaduro e sequel di Dragon Ball: Raging Blast. Questo capitolo è stato pubblicato nel novembre del 2010 su console PlayStation 3 e Xbox 360.

## Modalità di gioco
Il gioco ha un approccio molto simile al capitolo precedente, con miglioramenti in grafica e gameplay. Una nuova modalità di gioco chiamata "Raging Soul" (lett. animo furioso) permetterà di incrementare le abilità dei personaggi durante il combattimento: per un breve lasso di tempo sarà possibile contare su forza e velocità potenziate, ma non sarà possibile lanciare l'attacco supremo (a meno che non si potenzi appositamente il personaggio).
Per quanto riguarda i personaggi, il nuovo capitolo dispone circa di 27 nuovi personaggi, molti dei quali tratti dai film di Dragon Ball (come Cooler), dagli episodi dell'anime creati solo per la serie TV, cioè non tratti dal manga, (come Paikuhan) e dagli OAV come Tarble.
I precedenti inediti Vegeta (Super Saiyan 3) e Broly (Super Saiyan 3) sono stati reinseriti anche in questo capitolo, mentre non sono presenti i personaggi di Dragon Ball GT.
In questo gioco appaiono i sottotitoli non solo all'inizio e alla fine dei combattimenti, ma anche nel corso della battaglia, durante alcune occasioni come l'esecuzione di alcuni tipi di Super Attacchi, trasformazioni, o anche semplici, riflessioni o esclamazioni.
La vecchia modalità "Collezione Battaglie del Drago" (cioè la modalità storia) è stata rimpiazzata dalla "Modalità Galassia".

### Modalità Galassia
Questa modalità sostituisce la modalità "Collezione Battaglie del Drago" (cioè la modalità storia) , del capitolo precedente. Il giocatore deve innanzitutto scegliere il personaggio con cui giocare tra i 102 combattenti disponibili. Questo farà sì che obbligatoriamente il giocatore usi e quindi poi conosca, tutti i 102 personaggi. Una volta avviata la partita si aprirà una mappa della galassia dove saranno visibili tutte le tappe "salienti" della serie di Dragon Ball Z, di alcuni Film e di un OAV. Inoltre, alle sfide "ufficiali" si aggiungeranno moltissimi combattimenti extra (What If) che naturalmente sostituiranno la Saga Alternativa.
Per ogni singola tappa vi è un combattimento dove, il nostro personaggio, si dovrà battere contro uno o più avversari. Inizialmente il giocatore disporrà di un "centro di partenza" da cui si sposterà verso le sue tappe in prossimità e poi, dopo averle sbloccate, continuerà verso quelle successive. Durante questa modalità il giocatore potrà sfidare non solo gli avversari con cui il suo personaggio ha combattuto durante la Storia di Dragon Ball, ma anche contro personaggi che non ha mai incontrato, dando via a dei veri e propri "What If". Molte delle battaglie saranno da completare secondo diverse condizioni estreme come imposte dal gioco come le seguenti:
- Sconfiggere uno o più avversari, in modalità difficile, con la propria barra di salute ridotta a uno.
- Sconfiggere due o più avversari, in modalità difficile, con la propria barra di salute che si riduce costantemente.
- Sconfiggere due o più avversari, in modalità difficile, con barra di salute avversaria che si riduce costantemente.
- Vincere in modalità difficile, contro due o più avversari, i quali diventano più forti con il passare del tempo.
- Vincere la battaglia in modalità difficile, contro due o più avversari i quali diventano più deboli con il passare del tempo.
- Vincere la battaglia prima che la propria modalità "Animo Furioso" termini.
- Vincere la battaglia prima che la modalità "Animo Furioso" avversaria termini.
- Vincere la battaglia in modalità difficile, contro un avversario che recupera vertiginosamente la propria salute.
- Vincere la battaglia in modalità difficile, contro un avversario superpotenziato.
- Vincere la battaglia in modalità normale o difficile, cercando di recare più danni possibili all'avversario.
- Vincere la battaglia in modalità normale o difficile, cercando di eseguire meno colpi possibili.

Molte delle battaglie appena elencate appariranno impossibili da completare ma proseguendo con il gioco verranno sbloccati alcuni "oggetti" speciali con i quali si potranno incrementare alcune abilità o circostanze che renderanno così possibile il completamento di tutte le battaglie. Per esempio, le battaglie dove viene richiesto il completamento con la propria barra della salute ridotta a zero, verranno risolte dopo aver iniziato la Modalità Galassia di Meta Cooler, la quale farà guadagnare al giocatore un oggetto speciale che permetterà di recuperare costantemente la propria salute.
Alla fine, il giocatore dovrà sfidare uno o più Boss e se vincerà sbloccherà diversi premi, tra cui le Sfere del Drago che serviranno per evocare il Drago Shenron. Il "centro di partenza" è collegato alle sue tappe più prossime tramite dei tracciati, e queste, a loro volta, lo saranno con le altre tappe. In questo modo il giocatore per conquistare la galassia dovrà per forza iniziare dalle tappe più vicine al suo fino "centro di partenza" fino alla tappa dove dovrà sfidare il Boss, rispettando così un ordine cronologico dei fatti. Ogni Modalità Galassia è strettamente intrecciata e collegata, quindi il completamento di una, deriva dal completamento di un'altra o più Modalità Galassia. Quindi il vostro scopo sarà di sconfiggere tutti gli avversari che vi ritroverete davanti in qualunque modo.Infine dovrete conquistare l'intera galassia, sbloccando bonus per diventare sempre più forte e finire il gioco.

## Contenuti extra
L'OAV Dragon Ball: Piano per lo sterminio dei Super Saiyan è contenuto all'interno del gioco. Creato nel 2010, il cortometraggio è un remake dell'originale OAV del 1993 Dragon Ball Z Gaiden: Saiyajin zetsumetsu keikaku.
Sono visualizzabili di più di 400 tavole dell'anime, raffiguranti tutti i personaggi, attacchi e varie scene.

## Migliorie grafiche
In questo nuovo capitolo, si nota subito la più ampia cura sotto l'aspetto grafico e cromatico negli scenari: infatti, le increspature nell'acqua, l'erba, gli elementi naturali e artificiali distruttibili, appaiono visivamente più realistici, anche per quanto riguarda la colorazione.
Anche i personaggi hanno acquisito una grafica migliorata grazie all'ombreggiatura.
Le colorazioni sono più vive rispetto a quelle del capitolo precedente.
Infine, gli Attacchi Supremi di ogni personaggio, se andranno a segno, daranno via a un mini-clip di computer grafica, già presenti su alcuni personaggi nel capitolo precedente (come per esempio la "Kamehameha furiosa" di Goku etc…) ma il cui livello di dettaglio, specialmente quello delle animazioni e delle espressioni facciali, è stato migliorato, rendendole fedeli all'Anime.

## Limited Edition
Qui di seguito sono elencati i contenuti "extra" che contiene in più, l'edizione limitata del gioco.
- Un bassorilievo di cartone raffigurante Gohan ragazzo [ Super Saiyan 2 ] e Cell [ Perfetto ], sullo sfondo del Gioco di Cell.
- Una cornice 12,5 x 12,5 di cartone con raffigurato Goku.
- La possibilità di scaricare via internet il "Game Add-On Content"; 8 costumi alternativi esclusivi mai visti, per i personaggi: Piccolo, Crilin, Yamcha, Bardak, Androide N° 17, Androide N° 18, Broly e Tarles.
- Il personaggio sbloccabile, Hatchiyack, dopo la visione dell'OAV.

## Personaggi giocabili
Di seguito è elencata la lista dei personaggi giocabili. I personaggi, contando anche le trasformazioni, sono in totale 100 tra i quali 27 non presenti nel primo Raging Blast. Tra questi 102 ne sono presenti 6 mai apparsi in nessun altro videogioco di Dragon Ball, di cui 2 esclusivi dei due OAV: Dragon Ball: Ossu! Kaette kita Son Goku to nakama-tachi!! e Dragon Ball: Piano per lo sterminio dei Super Saiyan.
- Goku [ - ; Super Saiyan; Super Saiyan 2; Super Saiyan 3 ]
- Gohan bambino
- Gohan ragazzo [ - ;  Super Saiyan ;  Super Saiyan 2 ]
- Gohan [ - ;  Super Saiyan ;  Super Saiyan 2 ]
- Piccolo
- Crilin
- Yamcha
- Tenshinhan
- Jiaozi
- Vegeta (Scouter)
- Vegeta [ - ;  Super Saiyan ; Super Vegeta;  Super Saiyan 2 ]
- Vegeta [ Majin ]
- Trunks (spada) [ - ;  Super Saiyan ]
- Trunks (ragazzo comb.) [ - ;  Super Saiyan ; Super Trunks ]
- Trunks bambino [ - ;  Super Saiyan ]
- Goten [ - ;  Super Saiyan]
- Gotenks  [ - ;  Super Saiyan ;  Super Saiyan 3 ]
- Vegeth  [ - ;  Super Vegeth ]
- Videl
- Bardak
- Radish
- Nappa
- Zarbon [ - ;  Dopo la trasformazione ]
- Dodoria
- Capitano Ginew
- Rekoom
- Burter
- Jeeth
- Guldo
- Freezer [ 1ª trasformazione; 2ª trasformazione; 3ª trasformazione; Corpo perfetto; Massima potenza ]
- Androide N° 16
- Androide N° 17
- Androide N° 18
- Androide N° 19
- Dr. Gelo
- Cell [ 1ª trasformazione; 2ª trasformazione; Forma perfetta; Perfetto ]
- Majin Bu
- Super Bu [ - ; Gotenks assorbito; Gohan assorbito ]
- Kid Bu
- Broly  [ - ; Super Saiyan; Super Saiyan Leggendario ]
- Super Gogeta
- Vegeta [ Super Saiyan 3 ]
- Broly [ Super Saiyan 3 ]
- Gohan Supremo
- Saibaiman
- Mecha Freezer
- Cell Jr.
- Darbula Sig. Inferi
- Tarles
- Cooler [ - ;  Corpo perfetto ]
- Meta Cooler
- Androide N° 13 [ - ;  Fusion ]
- Zangya
- Bojack [ - ;  Massima potenza ]
- Super Janenba
- Gohan del futuro [ - ;  Super Saiyan ]
- Nail
- Cui
- Pai Ku Han
- Tarble[2]
- Androide N° 14[2]
- Androide N° 15[2]
- Sauzer
- Neisu[2]
- Dore[2]
- Hatchiyack[2]

## Livelli
I livelli sono in totale 14.
- Area desertica
- Area rocciosa
- Pianeta Namecc
- Pianeta Namecc in rovina
- Città abbandonata
- Gioco di Cell
- Isola
- Torneo Mondiale
- Mondo Kaiohshin
- Caverna
- Santuario di Dio
- Ghiacciaio
- Inferno
- Pianeta

## Colonna sonora
Il gioco dispone di 31 tracce musicali composte da Kenji Yamamoto, ascoltabili oltre che durante le battaglie, nella modalità "Collezione Musicale".
1. Selection
Selezione 2:16
2. Cosmic Battle
Battaglia Cosmica 2:16
3. Museo Spaziale
4. Guerrieri Online
5. BUDOKAI
6. Battle of Omega (Solo Guitar)
Battaglia Omega (chitarra solista) 3:42
7. Battle of Omega (full)
Battaglia di Omega (completa) 3:44
8. The Great Expectation
Grande Attesa 2:08
9. Challenger
Sfidante 1:49
10. Soldiers' Sorrow
Dolore dei Soldati 1:47
11. Speedster
A Tutta Velocità 2:26
12. The Dawn Of The Extreme Battle
L'alba della battaglia estrema 1:39
13. Get Out
Fuori! 1:47
14. Force Of Justice
Forza della Giustizia 2:02
15. Pathos
Pathos 2:10
16. Gallant
Valoroso 2:26
17. Ultra Energy
Ultra energia 2:20
18. Dangerous Zone
Zona Pericolosa 1:46
19. The Hero
L'eroe 1:49
20. Brave
Coraggioso 2:09
21. Ying-Yang
Yin-Yang 1:44
22. Rivals
Rivali 2:21
23. The Strong Enemy
Un nemico forte 1:48
24. The Anthem Of Lives
Inno alla vita 1:46
25. Accelerator
Acceleratore 1:44
26. Weird Atmosphere
Strana Atmosfera 1:55
27. Nose To Tail
Dal Principio alla Fine 1:44
28. Katharsis
Catarsi 1:46
29. Harlequin
Arlecchino 1:56
30. Defiance
Sfida 1:34
31. Critical Power
Potenza Critica 2:08

Con le recenti copie la musica del gioco è stata sostituita con la colonna sonora di Dragon Ball Z: Budokai Tenkaichi 2.

### Compositori
- Hironobu Kageyama
- Kenji Yamamoto

## Doppiaggio
Il doppiaggio giapponese subisce un cambiamento introducendo i doppiatori di Dragon Ball Kai, mentre in quello americano sono state inseriti diversi nuovi doppiatori: Gohan bambino, Gohan ragazzo, Jiaozi, Zarbon, Dodoria, Butter, Jeeth, Guldo, Androide N°18, e Androide N°19.
Qui di seguito è elencata la lista dei doppiatori giapponesi e americani presenti nel gioco.
| Personaggio                  | Doppiatore giapponese | Doppiatore americano |
| ---------------------------- | --------------------- | -------------------- |
| Goku                         | Masako Nozawa         | Sean Schemmel        |
| Gohan bambino                | Masako Nozawa         | Colleen Clinkenbeard |
| Gohan ragazzo                | Masako Nozawa         | Colleen Clinkenbeard |
| Gohan adolescente            | Masako Nozawa         | Kyle Hebert          |
| Goten                        | Masako Nozawa         | Kara Edwards         |
| Bardak                       | Masako Nozawa         | Sonny Strait         |
| Tarles                       | Masako Nozawa         | Chris Patton         |
| Piccolo                      | Toshio Furukawa       | Christopher Sabat    |
| Crilin                       | Mayumi Tanaka         | Sonny Strait         |
| Vegeta                       | Ryo Horikawa          | Christopher Sabat    |
| Trunks                       | Takeshi Kusao         | Eric Vale            |
| Trunks bambino               | Takeshi Kusao         | Laura Bailey         |
| Yamcha                       | Toru Furuya           | Christopher Sabat    |
| Tenshinhan                   | Hikaru Midorikawa     | John Burgmeier       |
| Androide Nº 16               | Hikaru Midorikawa     | Jeremy Inman         |
| Pai Ku Han                   | Hikaru Midorikawa     | Kyle Hebert          |
| Jiaozi                       | Hiroko Emori          | Brina Palencia       |
| Nail                         | Taiten Kusunoki       | Sean Schemmel        |
| Mr. Satan                    | Unsyo Ishizuka        | Chris Rager          |
| Videl                        | Yuko Minaguchi        | Kara Edwards         |
| Shenron                      | Kenji Utumi           | Christopher Sabat    |
| Presentatore Torneo Mondiale | Kenji Utumi           | Eric Vale            |
| Telecronista                 | Yukimasa Kishino      | John Swasey          |
| Saibaiman                    | Yusuke Numata         | John Burgmeier       |
| Radish                       | Shigeru Chiba         | Justin Cook          |
| Nappa                        | Tetsu Inada           | Phil Parsons         |
| Cui                          | Eiji Takemoto         | Bill Townsley        |
| Dodoria                      | Takashi Nagasako      | John Swasey          |
| Zarbon                       | Hiroaki Miura         | J. Michael Tatum     |
| Guldo                        | Yasuhiro Takato       | Greg Ayres           |
| Rekoom                       | Seiji Sasaki          | Christopher Sabat    |
| Burter                       | Masaya Onosaka        | Vic Mignogna         |
| Jeeth                        | Daisuke Kishio        | Jason Leibrecht      |
| Capitano Ginew               | Katuyuki Konishi      | R. Bruce Elliot      |
| Freezer                      | Ryusei Nakao          | Chris Ayres          |
| Cooler                       | Ryusei Nakao          | Andrew Chandler      |
| Meta Cooler                  | Ryusei Nakao          | Andrew Chandler      |
| Sauzer                       | Sho Hayami            | Christopher Sabat    |
| Neizu                        | Masato Hirano         | Bill Townsley        |
| Dore                         | Masaharu Sato         | Mike McFarland       |
| Zangya                       | Tomoko Maruo          | Colleen Clinkenbeard |
| Bojack                       | Tessho Genda          | Bob Carter           |
| Super Janenba                | Tessho Genda          | Kent Williams        |
| Androide Nº 17               | Shigeru Nakahara      | Chuck Huber          |
| Androide Nº 18               | Miki Itou             | Colleen Clinkenbeard |
| Androide Nº 19               | Yukitoshi Hori        | Todd Haberkorn       |
| Androide Nº 13               | Moriya Endo           | Chuck Huber          |
| Androide Nº 13 Fusion        | Moriya Endo           | Chuck Huber          |
| Androide Nº 14               | Hisao Egawa           | Chris Rager          |
| Androide Nº 15               | Toshio Kobayashi      | Josh Martin          |
| Dr. Gelo                     | Koji Yada             | Kent Williams        |
| Cell                         | Norio Wakamoto        | Travis Willingham    |
| Cell Jr.                     | Takahiro Fujimoto     | Justin Cook          |
| Darbula Sig. Inferi          | Ryuzaburo otomo       | Rick Robertson       |
| Polunga                      | Ryuzaburo otomo       | Christopher Sabat    |
| Majin Bu                     | Kouzou Shioya         | Josh Martin          |
| Kid Bu                       | Kouzou Shioya         | Josh Martin          |
| Super Bu                     | Kouzou Shioya         | Justin Cook          |
| Broly                        | Bin Shimada           | Vic Mignogna         |
| Tarble                       | Masakazu Morita       | Todd Haberkorn       |
| Hatchiyack                   | Hideo Ishikawa        | Christopher Sabat    |

## Accoglienza
| Testata                            | Versione | Giudizio |
| ---------------------------------- | -------- | -------- |
| GameRankings (media al 30-01-2020) | PS3      | 60.85%   |
| GameRankings (media al 30-01-2020) | X360     | 58.59%   |
| Metacritic (media al 30-01-2020)   | PS3      | 60/100   |
| Metacritic (media al 30-01-2020)   | X360     | 57/100   |
| Famitsū                            | Tutte    | 31/40    |
| Game Revolution                    | PS3      | 3/5      |
| GameSpot                           | Tutte    | 5/10     |
| GamesRadar+                        | Tutte    | 2,5/5    |
| IGN                                | Tutte    | 5,5/10   |
| 3DJuegos                           | PS3      | 6/10     |
| Vandal                             | Tutte    | 6/10     |

Dragon Ball: Raging Blast 2 ha ricevuto un'accoglienza contrastante. Il suo punto maggiore è stato che il gioco si è rivelato essere un miglioramento rispetto al predecessore.
La rivista Play Generation lo ha considerato il secondo migliore titolo picchiaduro del 2010.